# Shonda Rhimesová
Shonda Rhimesová (* 13. ledna 1970 Chicago, Illinois, USA) je americká scenáristka, televizní režisérka a televizní producentka. Nejvíce známá je jako tvůrkyně, hlavní autorka a výkonná producentka amerického dramatického seriálu Chirurgové, jeho spin-offu Private Practice a thrilleru Skandál. Rhimesová také sloužila jako výkonná producentka televizních seriálů stanice ABC Off the Map, Vražedná práva, The Catch a spin-offu seriálu Chirurgové Station 19.
V letech 2007, 2013 a 2021 byla časopisem Time zařazena na seznam 100 nejvlivnějších lidí světa. V roce 2017 Netflix oznámil, že s Rhimesovou uzavřel víceletou vývojovou smlouvu, podle níž bude v budoucnu produkovat pořady pouze pro Netflix.

## Biografie

### 1970–2004: Životopis a počátek kariéry
Rhimesová se narodila v Chicagu v Illinois, jako dcera administrativní pracovnice a vysokoškolského učitele. Vyrůstala v Park Forest South v Illinois se čtyřmi sourozenci. Už od dětství měla blízký vztah k vyprávění příběhů, proto trávila svůj čas jako "candy striper" (dobrovolník, který rozveseluje dětské pacienty v nemocnicích – vyprávěním příběhů, sladkostmi, atd.) zatímco se na střední škole zajímala o nemocniční prostředí. Navštěvovala Marian střední katolickou školu před svým přijetím na Dartmouthskou univerzitu, kde získala bakalářské vzdělání. Svůj čas na Dartmouthu rozdělila mezi fikci/režii a herectvím. Po dostudování na vysoké škole se rozhodla, že se se svým starším sourozencem přestěhuje do San Francisca a bude usilovat o práci v reklamě. Poté se ale přestěhovala do Los Angeles a začala studovat scenáristiku na University of Southern California. Platila ve třídě za premiantku a získala prestižní cenu Gary Rosenberg Writing Fellowship Award. Získala na škole titul magistra umění.
Po dokončení studia zjistila, že je v Hollywoodu velký přebytek nezaměstnaných scenáristů, proto musela pracovat například jako administrativní pracovnice v kanceláři, konzultant na úřadu práce, kde učila mentálně zaostalé a bezdomovce pracovní dovednosti. Během této doby pracovala také jako ředitelka výzkumu pro Pebody Award. Svůj režisérsky debut absolvovala v roce 1998 krátkým filmem “Blossoms and Veils”, ve kterém hrála Jada Pinkett-Smith a Jeffrey Wright. Scénář, který napsala koupila společnost New Line Cinema. Za čímž brzy následovala nabídka k napsání filmu Introducing Dorothy Dandridge od televizní společnosti HBO. V tomto filmu hrála Halle Berryová. V roce 2001 napsala Shonda scénář k filmu Crossroads, ve kterém debutovala popová zpěvačka Britney Spears. Přestože byl film ztrhán kritikou, vydělal celosvětově $60 milionů. Její kariéra dále pokračovala napsáním scénáře k filmu Deník princezny. Ačkoli pokračování filmu Deník princezny 2: Královské povinnosti (2004) nevynesl tolik jako první díl, Rhimesová si alespoň cenila spolupráce s herečkou Julie Andrewsovou.

### 2005–současnost:Chirurgové,Private Practicea ostatní projekty
Rhimesová je v současné době tvůrce, produkční a hlavní autor amerického televizního seriálu Chirurgové. Seriál se začal vysílat 27. března 2005. Seriál pojednává o skupině doktorů ve fiktivní nemocnici Seattle Grace Hospital v Seattlu. Mezi hlavní hvězdy seriálu patří herečka Ellen Pompeo, která ztvárňuje postavu Meredith Grey. 16. května 2006 oznámila televizní stanice ABC, že se vysílací čas seriálu mění z nedělního večera na čtvrteční 21. hodinu. Čtvrteční večer je v amerických televizích historicky nejvíce konkurenčním časem. Přesunutím seriálu na čtvrtek byl tedy televizními analytiky shledán jako znak důvěry v seriál. V současnosti se vysílá 8. sezóna (začátek 22. září 2011).
Rhimesová také vytváří a produkuje spin-off seriál s názvem Private Practice. Tento seriál se začal vysílat 26. září 2007 na televizní stanici ABC. Sleduje život Dr. Addison Montgomeriové, kterou ztvárnila Kate Walsh, poté, co opustí nemocnici Seattle Grace, aby nastoupila na soukromou kliniku v Los Angeles. V seriálu vystupují mimo jiné herci Tim Daly, Amy Brenneman, Audra McDonald a Taye Diggs. První sezóna byla kvůli stávce autorů zkrácená a měla tak pouze 9 dílů. Právě se vysílá 5. sezóna, která odstartovala 29. září 2011.
Rhimesová vytvořila v roce 2010 pilotní díl seriálu Inside the Box. Seriál byl zaměřen na Catherine, ambiciozní producentku, a na její spolupracovníky, jejichž příběh je plný nevraživosti a osobních krizí. Pilotní díl však nebyl vybrán televizní společností. V roce 2011 produkovala lékařské drama Off the Map, které bylo napsáno spoluautorkou Chirurgů Jennou Bans. Seriál se zaměřil na skupinu doktorů, kteří praktikují medicínu na zapadlé klinice v Amazonii. Seriál byl oficiálně zrušen televizní společností ABC 13. května 2011. V květnu roku 2011 byla Shonda Rhimesová pověřena napsáním pilotního dílu seriálu Scandal. Kerry Washington vystupuje jako Olivia Pope, politická krizová manažerka, tato postava je založena na pravdivém příběhu tiskové poradkyně Judy Smith, která pracovala pro George Bushe. Pilotní díl byl vysílán 5. dubna 2012.

## Ocenění
- v roce 2002 byla nominována na Zlatou malinu za Nejhorší scénář k filmu Crossroads, ve kterém účinkovala Britney Spears.
- V roce 2005 byla nominována na Black Reel Award (original and adaptation) za film Deník princezny 2: Královské povinnosti.
- byla 3x nominována na cenu Emmy: v roce 2006 za nejlepší seriál a za nejlepší scénář k seriálu a v roce 2007 za nejlepší seriál.
- byla nominována na ceny PGA za "Television Producer of the Year Award in Episodic" za seriál Chirurgové v letech 2006, 2007 a 2008, přičemž zvítězila v roce 2007.
- Rhimesová a její spolupracovnicí byli v letech 2006 a 2007 nominováni Writers Guild of America, USA na WGA Award (TV), kterou v roce 2006 vyhráli.
- V roce 2007 byla, společně s obsazením seriálu Chirurgové, oceněna cenou Women in Film Lucy Award , jako projev uznání její špičkové kvality a inovace, které posílilo uznávání žen v médiích a televizi
- V roce 2007 vyhrála cenu za "Outstanding Writing in a Dramatic Series" za epizodu "It's the End of the World".
- 14. února 2008 na 39. udílení cen NAACP Image Awards vyhrála Rhimesová 'Outstanding Writing for a Dramatic Series´ za epizodu seriálu Chirurgové "A Change is Gonna Come". Navíc Rhimesina spoluautorka Krista Vernoff vyhrála cenu za "Outstanding Writing in a Drama Series" za seriál Private Practice.
- záskala dvě ceny "Outstanding Writing in a Dramatic Series". První v roce 2009 za epizodu "Freedom" a druhou v roce 2010 za epizodu "What a Difference a Day Makes" obě díky seriálu Chirurgové.